# Nakanishi Masahiro
Masahiro Nakanishi (sinh ngày 25 tháng 5 năm 1978) là một cầu thủ bóng đá người Nhật Bản.

## Sự nghiệp câu lạc bộ
Masahiro Nakanishi đã từng chơi cho Vissel Kobe.